# Jensen S-V8
Jensen S-V8 – samochód sportowy produkowany przez brytyjskie przedsiębiorstwo branży motoryzacyjnej Jensen Motors i produkowany w latach 1998−2002. Wyposażony był on w nadwozie typu cabrio. Samochód był napędzany przez silnik V8 o pojemności 4,6 l. Wyprodukowano łącznie 24 egzemplarze tego modelu. 

## Dane techniczne
- Silnik: V8 4,6 l (4600 cm³)[1]
- Układ zasilania: b.d.
- Średnica × skok tłoka: b.d.
- Stopień sprężania: b.d.
- Moc maksymalna: 316 KM (232 kW)[1]
- Maksymalny moment obrotowy: b.d.
- Prędkość maksymalna: b.d.